# Molophilus furciferus
Molophilus furciferus är en tvåvingeart som beskrevs av Alexander 1965. Molophilus furciferus ingår i släktet Molophilus och familjen småharkrankar.
Artens utbredningsområde är Madagaskar. Inga underarter finns listade i Catalogue of Life.